# Televisione in Belgio
La televisione in Belgio è stata introdotta nel 1953, con due canali: uno in lingua francese mentre l'altro in lingua olandese.

## Televisione Digitale Terrestre
In Belgio, nella televisione digitale terrestre (lo switch-off è avvenuto il 1º marzo 2010) trasmettono esclusivamente i canali della RTBF in Vallonia e nella Regione di Bruxelles-Capitale.
La VRT ha cessato le trasmissioni in tale tecnologia il 1 dicembre 2018, a causa della scarsa diffusione rispetto alla televisione satellitare e via cavo. 
Le televisioni commerciali trasmettono solo sul satellite, via cavo e su IPTV.

## Televisione via cavo
In Belgio il 94% delle famiglie usa la televisione via cavo, a partire dal 2003. 

### Fiandre
Il principale operatore nelle Fiandre di questo tipo di televisione è Telenet, che trasmette 25 canali analogici e 80 digitali. I canali più importanti di Telenet sono Nick Jr., Jetix, Boomerang, Cartoon Network, Eurosport, National Geographic Channel, Sci Fi Channel, Travel Channel, 13th Street, Hallmark Channel, Turner Classic Movies, MGM, Star!, Zone Club, History, Animal Planet e quattro canali di Discovery Channel.

### Bruxelles
Nella regione di Bruxelles i principali operatori sono Telenet, Orange e VOO.

### Vallonia
Il principale operatore è VOO.